# 雷恩XV-8
Ryan XV-8 飛行吉普(英語：FLeep(Flying Jeep))全稱為Flexible Wing Aerial Utility Vehicle。飛行吉普是Flex-Wing的改進版本，這兩款均由雷恩航空公司 與NASA合作為美國空軍和美國陸軍製造，並1961年首飛，作為短距起降巡邏、偵察和輕型通用飛機。

## 發展
Fleep是Flex-Wing的改進款。Flex-Wing有四輪起落架、飛行員坐在後面的較小的機頭部分和單個垂直尾翼/方向舵。
Fleep擁有三輪起落架、較大的機頭部分和V形尾翼/方向舵。機翼是織物三角形羅加洛機翼，帶有可折疊的框架；機翼連接到吊艙狀駕駛艙。XV-8使用兩種尾部配置進行了測試——垂直尾翼和V型尾翼。 飛機機翼可以折疊成一個相對較小的包裝以便運輸

## 外部連結
- Popular Mechanics article by Ryan test pilot Lou Everett